# Anthī Vasilantōnakī
Anthī Vasilantōnakī, född 9 april 1996 i Aten i Grekland, är en volleybollspelare (vänsterspiker).
Vasilantōnakī föddes i Aten som dotter till en grekisk far och holländsk mor. Som ung ägnade hon sig förutom åt volleyboll även rytmisk gymnastik och basket.
Hon började sin karriär med spel i Enōsī Vyrōna. Hon började spela med dess a-lag 2010-11, i A2-ligan. Säsongen 2012-13 debuterade hon i A1 Ethnikī (högsta serien) med Panathīnaïkos AO, som hon spelade med under två säsonger. Säsongen 2014-15 gick hon över till Imoco Volley i italienska serie A1 (högsta serien). Med dem blev hon italiensk mästare 2015/2016. Under de kommande säsongerna genomgick hon fler klubbyten i Italien. Säsongen 2016-17 spelade hon med UYBA Volley. Säsongen därefter spelar hon med AGIL Volley, med vilken hon vann Supercoppa italiana 2017 och Coppa Italia 2017/2018. Slutligen spelade hon 2018/2019 med Polisportiva Filottrano Pallavolo. Därefter gick hon över till turkiska Galatasaray SK och spelade med dem i Sultanlar Ligi (den turkiska högstaserien) 2019/2020. Hon spelar sedan en säsong med Aydın BB, men återvände efter ett år till Galatasaray. Sedan 2023 spelar hon med Türk Hava Yolları SK.
Vasilantōnakī spelade mellan 2011 och 2015 i de olika grekiska ungdomslandslagen, mellan 2011 och 2013 i U18-landslaget, 2014 i U19-landslaget och 2015 U20-landslaget. Hon debuterade 2014 i seniorlandslaget, med vilket hon vann silver vid medelhavsspelen 2018.